# Anisobas graecator
Anisobas graecator är en stekelart som beskrevs av Horstmann 2007. Anisobas graecator ingår i släktet Anisobas och familjen brokparasitsteklar. Inga underarter finns listade i Catalogue of Life.